# Filmball Vienna

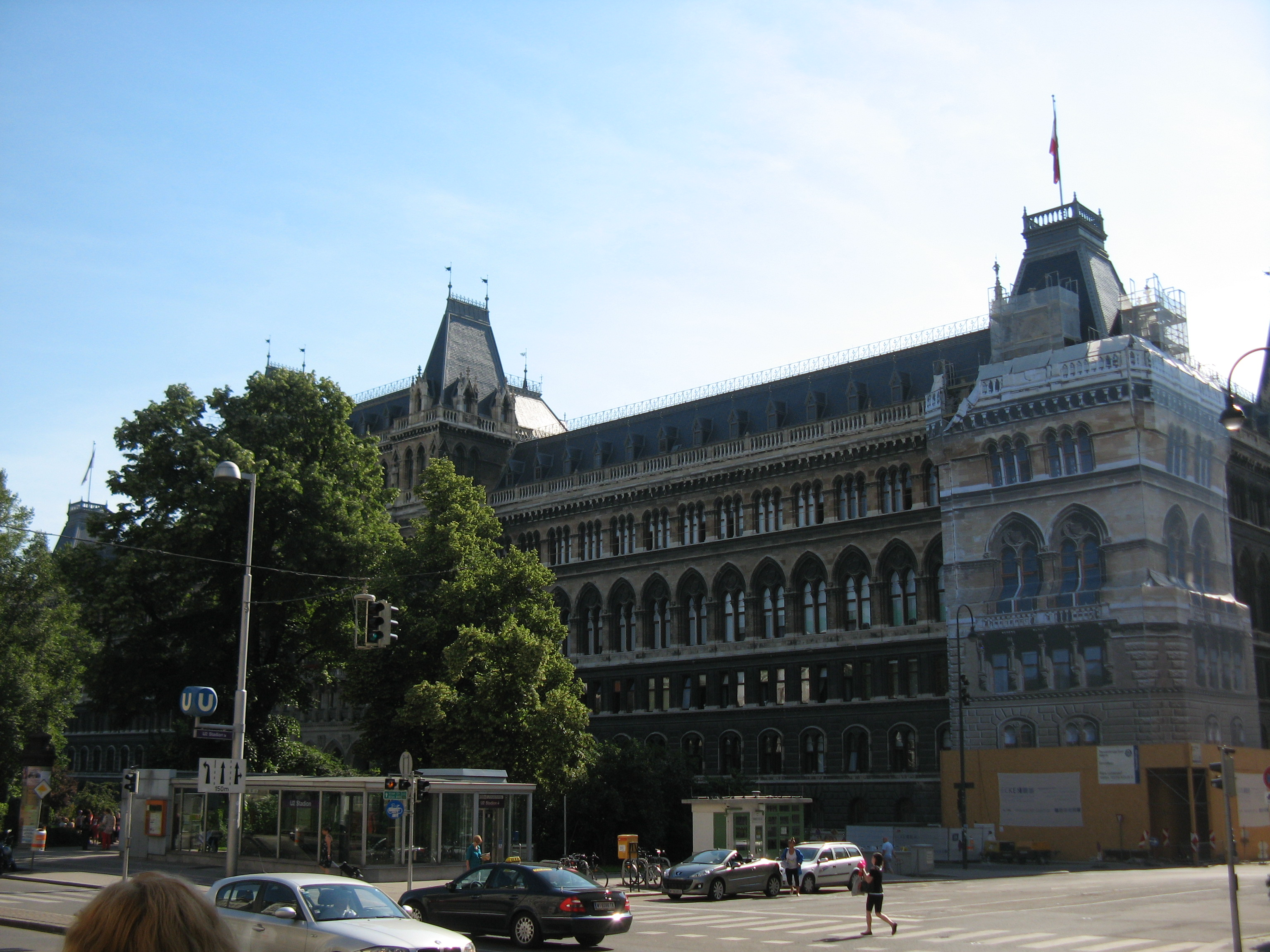
Das Wiener Rathaus am Friedrich-Schmidt-Platz in Wien

Der Filmball Vienna ist eine jährlich stattfindende Veranstaltung in Wien. Im Rahmen der Veranstaltung werden Filme und Filmemacher mit dem Wiener Filmpreis ausgezeichnet.

## Geschichte
Bereits 1936 gab es einen Wiener Filmball, der Filmball Vienna wurde jedoch 2010 von Edi Finger junior ins Leben gerufen. Seit 2015 wird der Filmball Vienna vom deutschen Unternehmer Manfred Schoedsack organisiert. Mit dem Erlös des Balls werden der österreichische und der deutsche Kinderschutzbund unterstützt. Die Veranstaltung findet im Wiener Rathaus am Friedrich-Schmidt-Platz statt, meist im März oder April eines jeden Jahres.

## Preisverleihung

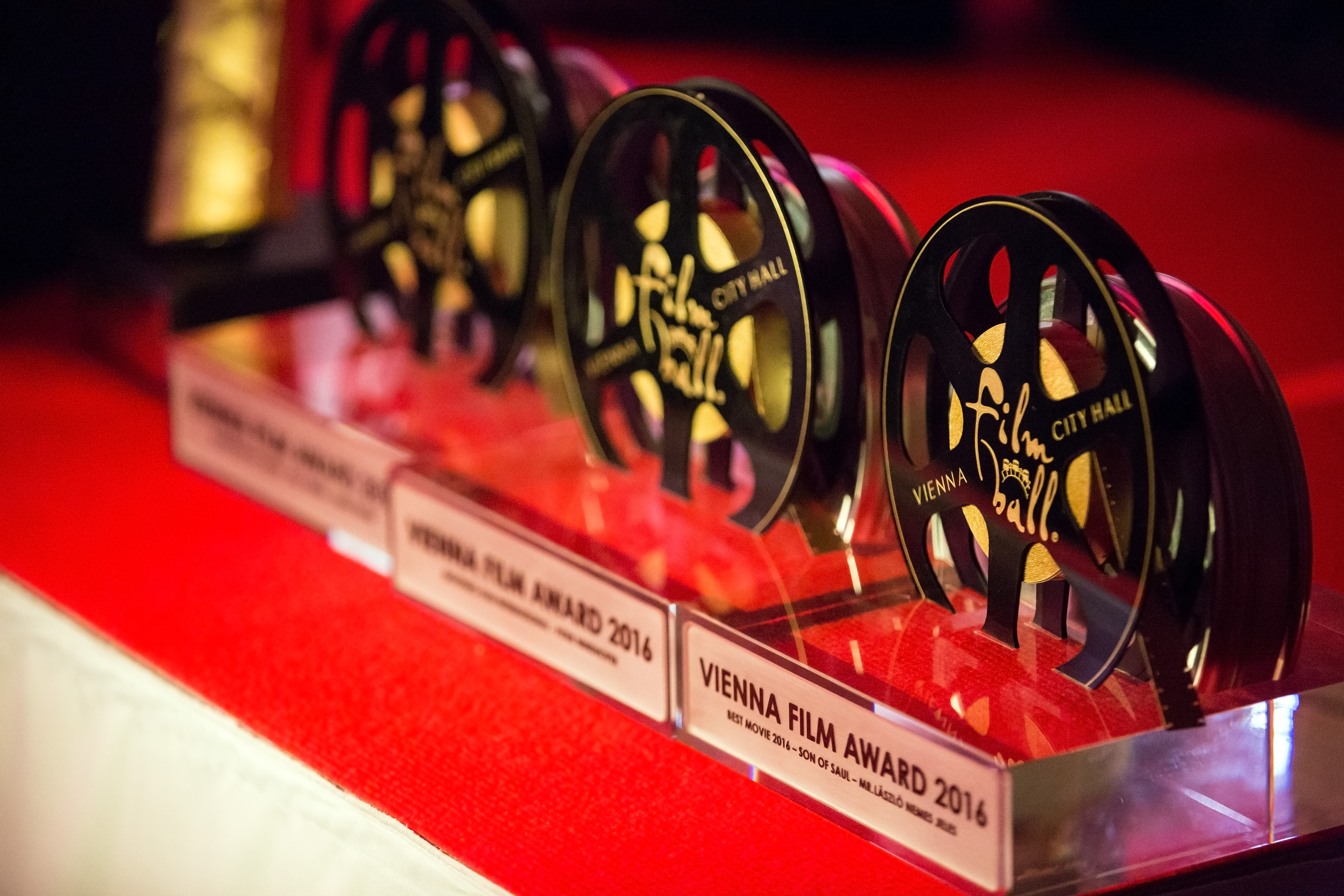
Trophäen des Filmpreises 2016

Anfangs zum Ende der Veranstaltung, seit einigen Jahren zwischen den Gängen des Dinners, werden Filme und Filmemacher mit dem Wiener Filmpreis (Vienna Film Award) geehrt. Die bisherigen Kategorien und Preisträger waren:
Bester Film (Best Movie)
- 2016: Son of Saul von László Nemes Jeles

Best Shootingstar
- 2010: Christoph Waltz[4]
- 2010: Kevin Spacey[5]
- 2012: Rose McGowan[6]
- 2013: Kristanna Loken für de Film Terminator 3 – Rebellion der Maschinen[7]
- 2014: Daryl Hannah[8]
- 2016: Peter Windhofer für die ABC-Serie The Quest

Produktion des Jahres
- 2016: Bülent Sharif für die TV-Serie Lena Lorenz

Preis für das Lebenswerk
- 2010: Maximilian Schell[9]
- 2011: Sir Christopher Lee[10]
- 2012: Waltraud Haas[11]
- 2013: Omar Sharif
- 2014: Karl Merkatz[12]
- 2015: Dieter Hallervorden
- 2016: Paul Morrissey[13]
- 2017: Peter Weck

Young Director-Award
- 2017: Adrian Goiginger[14]

Young Talent-Award
- 2017: Béla Baptiste

Outstanding Visual Effects-Award
- 2017: Sven Pannicke, Markus Degen und Andreas Kreimaeier

Best International Austrian Documentary
- 2017: Gerald Salmina (Streif – One Hell of a Ride)[14]